# バーミングハム (アラバマ州)

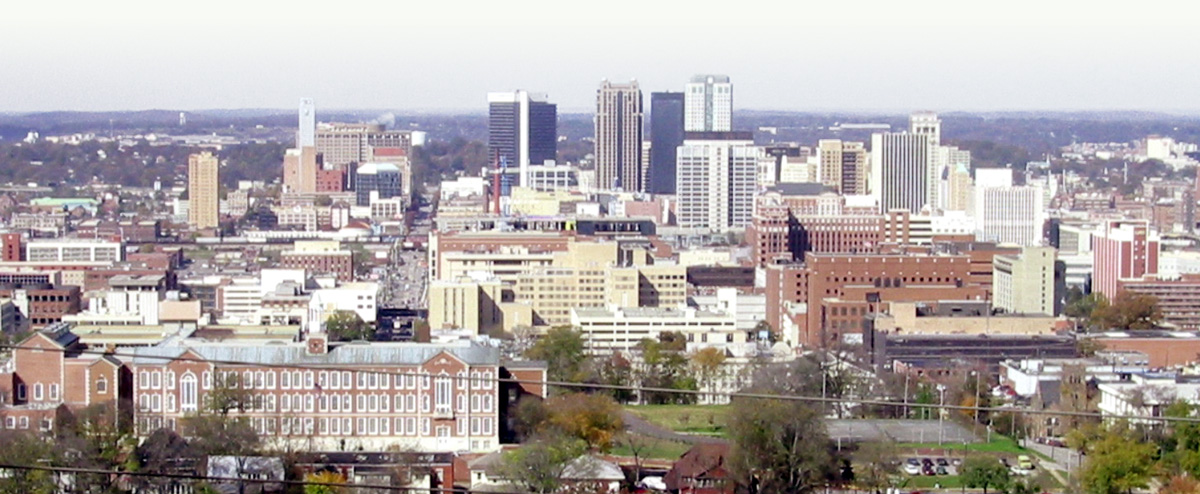
ダウンタウンの南に位置するレッド・マウンテンからの市のパノラマ

バーミングハム（Birmingham、発音：[ˈbɜːmɪŋˌhæm]）は、アメリカ合衆国アラバマ州の都市。ジェファーソン郡の郡庁所在地である。人口は20万0733人（2020年）。市名はイギリスのバーミンガム市にちなんで名付けられ、バーミンハムと呼ばれることも多い。

## 歴史
市は1871年鉄道路線が交差する場所に創立された。アパラチア山脈の豊富な石炭や鉄鉱石を利用し鉄鋼業の中心として大発展を遂げ｢南部のピッツバーグ｣と呼ばれた。しかし、1930年代の大不況では深刻な打撃を受けた。第二次世界大戦後はアメリカ南東部における銀行業の中心地のひとつとして発展した。
市人口の70%以上が黒人だが、かつてはアメリカで最も人種差別がひどい街と言われた。そのため1950年代から1960年代にかけては黒人の公民権運動のひとつ、バーミングハム運動の舞台となった。1963年4月にはマーティン・ルーサー・キング牧師がバーミングハム市警に逮捕され、同年9月にはクー・クラックス・クランにより教会が爆破され犠牲者が出た（16番街バプテスト教会爆破事件）。

## 地理
バーミングハムは州都モンゴメリーの北150キロメートルに位置している。
アメリカ合衆国統計局によると、この都市は総面積393.5 km2 (151.9 mi2) である。このうち388.3 km2 (149.9 mi2) が陸地で5.3 km2 (2.0 mi2) が水地域である。総面積の1.34%が水地域となっている。

## 住民
2000年国勢調査で、この都市は人口242,820、98,782世帯、及び59,269家族が暮らしている。人口密度は625.4/km2 (1,619.7/mi2) である。288.3/km2 (746.6/mi2) の平均的な密度に111,927軒の住宅が建っている。この都市の人種的な構成は白人24.07%、アフリカン・アメリカン73.46%、先住民0.17%、アジア0.80%、太平洋諸島系0.04%、その他の人種0.62%、及び混血0.83%である。ここの人口の1.55%はヒスパニックまたはラテン系である。
この都市内の住民は25.0%が18歳未満の未成年、18歳以上24歳以下が11.1%、25歳以上44歳以下が30.0%、45歳以上64歳以下が20.4%、及び65歳以上が13.5%にわたっている。中央値年齢は34歳である。女性100人ごとに対して男性は85.7人である。18歳以上の女性100人ごとに対して男性は80.4人である。
この都市の世帯ごとの平均的な収入は26,735米ドルであり、家族ごとの平均的な収入は31,851米ドルである。男性は28,184米ドルに対して女性は23,641米ドルの平均的な収入がある。この都市の一人当たりの収入 (per capita income) は15,663米ドルである。人口の24.7%及び家族の20.9% は貧困線以下である。全人口のうち18歳未満の35.4%及び65歳以上の18.5%は貧困線以下の生活を送っている。
2020年アメリカ合衆国国勢調査によれば、バーミンガムの人口の67パーセントはアフリカ系アメリカ人だった。

## 経済
古くからバーミングハムは、アパラチア山脈の豊富な石炭や鉄鉱石を利用した鉄鋼都市として栄えており、鉄鋼、金属関連の企業が多く本社を置く。金属製品製造大手のAmerican Cast Iron Pipe Company (ACIPCO)、 水道管大手のMcWaneは特にバーミングハムを代表する大企業である。しかしながら、1970年代～1980年代に、同市の経済は転換期を迎え、医療やバイオケミカルの分野が発展した。アラバマ大学バーミングハム校の付属病院は事故などにおける精神治療分野で全米をリードしている。
また、バーミングハムは金融の分野で全米に知られるようになっている。銀行業のRegions Financial CorporationやBBVA Compassは同市が拠点である。また、ワコビアに買収されたSouthtrustも同市が拠点となっていた。 Protective Life、Infinity Property & Casualty、ProAssurance、Liberty Nationalは同市に拠点を置く保険業である。その他、 South Central Bellという電話会社が拠点を置いていた。現在はAT&Tグループに属するBellsouth社に買収されるも、ダウンタウンにはAT&T City Centerという超高層ビルがあり、データセンターとして機能している。

## 交通
- バーミングハム＝シャトルズワース国際空港がダウンタウンの10km北東に立地している。州内最大の空港である。
- バーミングハム駅はアムトラックの駅である。

## 教育
- アラバマ大学バーミングハム校（州立）
- バーミングハム＝サザーンカレッジ　（四年制リベラルアーツカレッジ）
- サムフォード大学（私立）

## 文化
- バーミングハム美術館

## メディア

### 新聞
バーミングハムでは日刊新聞が2紙発行されている： Advance Publications による所有、 w:The Birmingham News (発行部数150,346) 及び Scripps による所有、Birmingham Post-Herald (発行部数25,652)。

### テレビ局
バーミングハムは合衆国内で40番目に大きな、バーミングハム/Anniston/Tuscaloosa テレビジョン市場の一部である。
| - WABM – My - WBIQ – PBS - WBMA – ABC - WBRC – FOX | - WIAT – CBS - WPXH – i - WTTO – CW - WVTM – NBC |

### ラジオ局
参照：List of radio stations in Alabama

## スポーツ
バーミングハムはカレッジ・スポーツ - 主としてアラバマ大学及び オーバーン大学 フットボール・チーム を基盤にする大変強いファンがいる。2022年からはUSFL、2024年からはUFLに移ったバーミンガム・スタリオンズが本拠地を置く。
シカゴ・ホワイトソックス傘下AA級（マイナーリーグ）のバーミングハム・バロンズがある。この球団には、かつてマイケル・ジョーダンが在籍していた。
2022年にワールドゲームズを開催。

## 主な有名人
- コンドリーザ・ライス－アメリカ合衆国国務長官
- テイラー・ヒックス - アメリカン・アイドル (シーズン5)優勝
- カール・ルイス－オリンピック陸上競技金メダリスト

## 姉妹都市
バーミングハムの姉妹都市プログラムは  Birmingham Sister Cities Commission (バーミングハム姉妹都市委員会) によって管理されている。
| - 日立市（日本） - Gweru（ジンバブエ共和国） - セーケシュフェヘールヴァール（ハンガリー共和国） - Pomiglian D'Arco（イタリア共和国） - ヴィーンヌィツャ（ウクライナ） - 鞍山（中華人民共和国） | - ピルゼン（チェコ共和国） - カラク（ヨルダン・ハシミテ王国） - Rosh Haayin（イスラエル国） (友好都市) - 前橋市（日本） (友好都市) - 朝陽区（中華人民共和国） (友好都市) - コバン（グアテマラ共和国） |